# Giải vô địch bóng đá nữ U-19 châu Á 2019
Giải vô địch bóng đá nữ AFC U-19 năm 2019 là lần thứ 10 của Cúp bóng đá nữ U-19 châu Á. Tổ chức 2 năm 1 lần do Liên đoàn bóng đá châu Á (AFC) tổ chức cho các đội tuyển U-19 nữ thuộc liên đoàn. Giải đấu được triển khai tại Thái Lan từ ngày 27 tháng 10 đến ngày 9 tháng 11 năm 2019, với tổng số tám đội thi đấu.
Ba đội đứng đầu giành quyền tham dự Giải vô địch bóng đá nữ U-20 thế giới 2022.
Nhật Bản là đội bảo vệ danh hiệu đương kim vô địch tại giải.

## Vòng loại
Bốn đội đủ điều kiện trực tiếp cho giải đấu cuối cùng: đội chủ nhà và ba đội đứng đầu năm 2017. Bốn đội khác được xác định bởi vòng loại.
Tổng cộng có 27 đội sẽ bước vào vòng loại. Do số lượng đội tăng, lần đầu tiên vòng loại được tổ chức 2 vòng. Vòng đầu tiên được lên kế hoạch từ 20 đến 28 tháng 10 năm 2018, và vòng hai được lên kế hoạch cho 22 đến 30 tháng 4 năm 2019.

### Các đội đủ điều kiện
| Đội               | Tư cách tham dự     | Số lần tham dự | Thành tích cao nhất trước đó           |
| ----------------- | ------------------- | -------------- | -------------------------------------- |
| Thái Lan          | Chủ nhà             | 7              | Hạng tư (2004)                         |
| Nhật Bản          | Đương kim vô địch   | 10             | Vô địch (2002, 2009, 2011, 2015, 2017) |
| CHDCND Triều Tiên | Đương kim á quân    | 10             | Vô địch (2007)                         |
| Trung Quốc        | Đương kim hạng 3    | 10             | Vô địch (2006)                         |
| Úc                | Nhất bảng vòng loại | 8              | Hạng ba (2006)                         |
| Myanmar           | Nhì bảng vòng loại  | 4              | Vòng bảng (2002, 2007, 2013)           |
| Hàn Quốc          | Nhất bảng vòng loại | 10             | Vô địch (2004, 2013)                   |
| Việt Nam          | Nhì bảng vòng loại  | 5              | Tứ kết (2004)                          |

## Địa điểm
Các trận đấu diễn ra theo kế hoạch tại hai địa điểm giao đấu đều thuộc huyện Mueang Chonburi, tỉnh Chonburi.
- Sân vận động Chonburi
- Sân vận động IPE Chonburi

## Điều lệ đội hình
Người chơi sinh từ ngày 1 tháng 1 năm 2000 đến ngày 31 tháng 12 năm 2004 đủ điều kiện để tham gia giải đấu. Mỗi đội phải đăng ký một đội tối thiểu 18 người chơi và tối đa 23 người chơi, tối thiểu ba người trong số họ phải là thủ môn (Quy định Điều 24.1 và 24.2).

## Vòng bảng
Hai đội đứng đầu mỗi bảng sẽ lọt vào bán kết.
Giờ thi đấu là giờ địa phương, ICT (UTC+7).

### Bảng A
| VT | Đội               | ST | T | H | B | BT | BB | HS | Đ | Giành quyền tham dự |
| -- | ----------------- | -- | - | - | - | -- | -- | -- | - | ------------------- |
| 1  | CHDCND Triều Tiên | 3  | 3 | 0 | 0 | 11 | 2  | +9 | 9 | Đấu loại trực tiếp  |
| 2  | Úc                | 3  | 2 | 0 | 1 | 5  | 6  | −1 | 6 | Đấu loại trực tiếp  |
| 3  | Việt Nam          | 3  | 1 | 0 | 2 | 2  | 4  | −2 | 3 |                     |
| 4  | Thái Lan (H)      | 3  | 0 | 0 | 3 | 2  | 8  | −6 | 0 |                     |

| CHDCND Triều Tiên                                                                       | 5–1      | Úc                 |
| --------------------------------------------------------------------------------------- | -------- | ------------------ |
| - Kim Hyang 19' - Yun Ji-hwa 30' - Ri Kum-hyang 74' - Pak Il-gyong 83' - Kim Yun-ok 88' | Chi tiết | - Cooney-Cross 16' |

| Thái Lan | 0–2      | Việt Nam                                                    |
| -------- | -------- | ----------------------------------------------------------- |
|          | Chi tiết | - Nguyễn Thị Tuyết Ngân 58' (ph.đ.) - Ngân Thị Vạn Sự 90+2' |

| Việt Nam | 0–3      | CHDCND Triều Tiên                                        |
| -------- | -------- | -------------------------------------------------------- |
|          | Chi tiết | - Yun Ji-hwa 47' - Kim Kyong-yong 61' - Ryu Sol-song 70' |

| Úc                               | 3–1      | Thái Lan         |
| -------------------------------- | -------- | ---------------- |
| - M. Fowler 17', 41' - Nevin 56' | Chi tiết | - Pattaranan 63' |

| Thái Lan       | 1–3      | CHDCND Triều Tiên                                          |
| -------------- | -------- | ---------------------------------------------------------- |
| - Nutwadee 59' | Chi tiết | - Kim Kyong-yong 5' - Ri Chong-gyong 27' - Ri Su-gyong 47' |

| Úc              | 1–0      | Việt Nam |
| --------------- | -------- | -------- |
| - M. Fowler 84' | Chi tiết |          |

### Bảng B
| VT | Đội        | ST | T | H | B | BT | BB | HS  | Đ | Giành quyền tham dự |
| -- | ---------- | -- | - | - | - | -- | -- | --- | - | ------------------- |
| 1  | Nhật Bản   | 3  | 3 | 0 | 0 | 9  | 1  | +8  | 9 | Đấu loại trực tiếp  |
| 2  | Hàn Quốc   | 3  | 2 | 0 | 1 | 3  | 3  | 0   | 6 | Đấu loại trực tiếp  |
| 3  | Trung Quốc | 3  | 1 | 0 | 2 | 7  | 5  | +2  | 3 |                     |
| 4  | Myanmar    | 3  | 0 | 0 | 3 | 1  | 11 | −10 | 0 |                     |

| Nhật Bản                                                 | 5–0      | Myanmar |
| -------------------------------------------------------- | -------- | ------- |
| - Yamamoto 36', 49' - Ōsawa 39' - Hirosawa 66' - Itō 67' | Chi tiết |         |

| Trung Quốc     | 1–2      | Hàn Quốc              |
| -------------- | -------- | --------------------- |
| - Han Xuan 34' | Chi tiết | - Kang Ji-woo 1', 72' |

| Myanmar             | 1–5      | Trung Quốc                                                                       |
| ------------------- | -------- | -------------------------------------------------------------------------------- |
| - San Thaw Thaw 73' | Chi tiết | - Yao Mengjia 5' - Yang Qian 52', 62' - Wang Linlin 70' (ph.đ.) - Han Xuan 90+1' |

| Hàn Quốc | 0–2      | Nhật Bản                   |
| -------- | -------- | -------------------------- |
|          | Chi tiết | - Kanno 16' - Yamamoto 84' |

| Nhật Bản                | 2–1      | Trung Quốc        |
| ----------------------- | -------- | ----------------- |
| - Kato 10' - Morita 70' | Chi tiết | - Sun Pingwei 72' |

| Hàn Quốc            | 1–0      | Myanmar |
| ------------------- | -------- | ------- |
| - Lee Jeong-min 79' | Chi tiết |         |

## Đấu loại trực tiếp
Trong giai đoạn loại trực tiếp, thêm thời gian và phạt luân lưu được sử dụng để quyết định người chiến thắng nếu cần thiết, ngoại trừ trận đấu thứ ba nơi phạt luân lưu (không có thêm thời gian) được sử dụng để quyết định người chiến thắng (Quy định Điều 12.1, 12.2 và 12.3).

### Sơ đồ
|  | Bán kết               | Bán kết  |                       |   | Chung kết | Chung kết |
|  |                       |          |                       |   |           |           |
|  | 6 tháng 11 – Chonburi |          |                       |   |           |           |
|  |                       |          |                       |   |           |           |
|  | CHDCND Triều Tiên     | 3        |                       |   |           |           |
|  | CHDCND Triều Tiên     | 3        | 9 tháng 11 – Chonburi |   |           |           |
|  | Hàn Quốc              | 1        |                       |   |           |           |
|  | Hàn Quốc              | 1        | CHDCND Triều Tiên     | 1 |           |           |
|  | 6 tháng 11 – Chonburi |          | CHDCND Triều Tiên     | 1 |           |           |
|  |                       | Nhật Bản | 2                     |   |           |           |
|  | Nhật Bản              | Nhật Bản | 2                     | 7 |           |           |
|  | Nhật Bản              |          |                       | 7 |           |           |
|  | Úc                    | 0        |                       |   |           |           |
|  | Úc                    | 0        | Tranh hạng ba         |   |           |           |
|  |                       |          |                       |   |           |           |
|  | 9 tháng 11 – Chonburi |          |                       |   |           |           |
|  |                       |          |                       |   |           |           |
|  | Hàn Quốc              | 9        |                       |   |           |           |
|  | Hàn Quốc              | 9        |                       |   |           |           |
|  | Úc                    | 1        |                       |   |           |           |

### Bán kết
Đội chiến thắng đủ điều kiện tham dự U-20 FIFA World Cup nữ năm 2020.
| CHDCND Triều Tiên | 3 - 1    | Hàn Quốc |
| ----------------- | -------- | -------- |
|                   | Chi tiết |          |

| Nhật Bản | 7 - 0    | Úc |
| -------- | -------- | -- |
|          | Chi tiết |    |

### Tranh hạng 3
Đội chiến thắng đủ điều kiện tham dự U-20 FIFA World Cup nữ năm 2020.
| Hàn Quốc | 9 - 1    | Úc |
| -------- | -------- | -- |
|          | Chi tiết |    |

### Chung kết
| CHDCND Triều Tiên | 1 - 2    | Nhật Bản |
| ----------------- | -------- | -------- |
|                   | Chi tiết |          |

## Các đội tuyển đủ điều kiện tham dự U-20 FIFA World Cup nữ 2022
Ba đội sau đây từ AFC đủ điều kiện tham dự Giải vô địch bóng đá nữ U-20 thế giới 2022 .
Cả ba đội đều đủ điều kiện tham dự Giải vô địch bóng đá nữ U-20 thế giới 2022 . Vào ngày 16 tháng 3 năm 2022, AFC thông báo rằng Úc sẽ thay thế Triều Tiên làm đại diện của AFC tại Giải vô địch bóng đá nữ U-20 thế giới.
| Đội      | Ngày vượt qua vòng loại | Các trận trước đây tại Giải vô địch bóng đá nữ U-20 thế giới |
| -------- | ----------------------- | ------------------------------------------------------------ |
| Nhật Bản | 6 tháng 11 năm 2019     | 6(2002, 2008, 2010, 2012, 2016, 2018)                        |
| Hàn Quốc | 9 tháng 11 năm 2019     | 5(2004, 2010, 2012, 2014, 2016)                              |
| Úc       | 16 tháng 3 năm 2022     | 3(2002, 2004, 2006)                                          |